# Masalia imitata
Masalia imitata là một loài bướm đêm trong họ Noctuidae.